# 馬爾可夫方程
不定方程{\displaystyle x_{1}^{2}+x_{2}^{2}+x_{3}^{2}=3x_{1}x_{2}x_{3}}稱為馬爾可夫方程（英語：或Markoff equation）。
求解方法如下：
- 先憑觀察找出{\displaystyle (x_{1},x_{2},x_{3})=(1,1,1)}這組解。
- 方程可視為一個{\displaystyle x_{3}}為未知數的一元二次方程。根據韋達定理，可知{\displaystyle (x_{1},x_{2},3x_{1}x_{2}-x_{3})}　（留意{\displaystyle 3x_{1}x_{2}-x_{3}={\frac {x_{1}^{2}+x_{2}^{2}}{x_{3}}}}）也是一個解。

這個方程有無限個解。
事實上，用這個方法由(1,1,1)開始，可以找出這方程的所有正整數數組解。
在此不定方程的解出現的正整數稱為馬爾可夫數（英語：Markov number），它們由小到大是：
1, 2, 5, 13, 29, 34, 89, 169, 194, 233, 433, 610, 985, 1325, ... （OEIS:A002559）
它們組成的解是：
(1, 1, 1), (1, 1, 2), (1, 2, 5), (1, 5, 13), (2, 5, 29), (1, 13, 34), (1, 34, 89), (2, 29, 169), (5, 13, 194), (1, 89, 233), (5, 29, 433), (89, 233, 610) ...

## 馬爾可夫數的特性
馬爾可夫數可以排成一棵二元樹（如圖）。

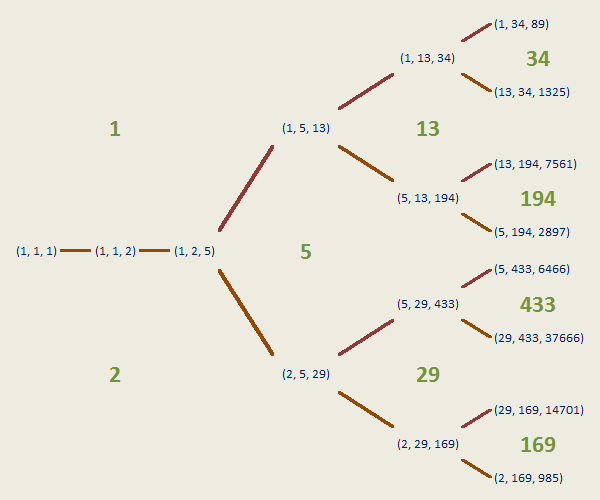
馬爾可夫方程的解

在二元樹上，和 1 的範圍相鄰的數（即二元樹的上方，2, 5, 13, 34, 89, ...），都是相隔的斐波那契數。
和 2 的範圍鄰接的數（即二元樹的下方，1, 5, 29, 169, ...）也有相似的特質：它們都是相隔的佩爾數。

## 猜想
每個數只在樹上出現一次（即沒有正整數{\displaystyle z}使得{\displaystyle (a,b,z),(c,d,z)}都是方程的解，其中{\displaystyle a,b,c,d}是兩兩相異的正整數，且{\displaystyle a>b>z,c>d>z}）。

## 赫爾維茨方程
馬爾可夫-赫維茲方程（英語：Markov-Hurwitz equation），是指形式如{\displaystyle x_{1}^{2}+x_{2}^{2}+...+x_{n}^{2}=ax_{1}x_{2}...x_{n}}的不定方程，其中{\displaystyle a,n}是正整數。
阿道夫·赫維茲證明了：方程有{\displaystyle (0,...,0)}之外的解的必要條件之一是{\displaystyle a\leq n}。